# Актюбинский политехнический колледж
Актюбинский политехнический колледж (раньше: Актюбинский индустриально-педагогический техникум) — средне-специальное учебное заведение расположенное в городе Актобе (бывш. Актюбинск) по адресу: улица Рыскулова 267.

## История
17 апреля 1965 года Распоряжением Совета Министров Казахской ССР № 582-р на базе профессионально-технического училища № 6 был открыт Темирский индустриальный техникум в посёлке Шубаркудук Темирского района, Актюбинский области.
Первый прием абитуриентов начался в июле 1965 года, в старом здании промысла Шубаркудук. Материально-техническая база состояла из 8 учебных кабинетов, а мастерские отсутствовали. В 1967 году была построена первая учебная мастерская, где учащиеся могли в полном объёме пройти учебную практику.
В 1967 году техникум был переименован в Темирский индустриально-педагогический техникум, а в 1977 году в Актюбинский индустриально-педагогический техникум.
В 1968 году принял первых учащихся 2-х этажных учебный корпус, а в 1969 году вошла в строй 2-х этажная мастерская. В 1970 году было открыт 2-х этажное общежитие, год спустя в 1971 году открылся клуб на 320 мест, которую учащиеся техникума построили своими силами. Это здание было культурным центром и любимым местом отдыха не только учащихся техникума, а также жителей промысла Шубаркудук, так как работа кружка художественной самодеятельности техникума завоевала любовь местных жителей.
В 1979 году Актюбинский индустриально-педагогический техникум перебазировался с промысла Шубаркудук в город Актюбинск. В Актюбинске техникум расположился в 5-этажном здании, где 1—2 этажи были учебными кабинетами, а 3, 4 и 5 этажи были представлены для проживания, как учащимся техникума, так и преподавательскому составу.
В 1980 году были построены помещения под мастерские и склады, а в 1981 году был заложен фундамент под учебный корпус. В 1983 году открылся новый учебный корпус, 4 — этажное здание. Если ранее техникум готовил специалистов только по специальности «Механизация сельского хозяйства» то в 1984—1984 учебном году техникум открыл подготовку специалистов по специальностям «Обработка материалов на станках и автоматических линиях», «Техническое обслуживание и ремонт автомобилей и двигателей». В 1985 году были сданы учебные мастерские оснащенным металлорежущими станками и другим оборудованием.
В 1986 году вошёл в строй общественно-бытовой корпус, включающий в себя спортивный зал, актовый зал, столовую для учащихся. А в 1991 году открылось 9-этажное здание общежития на 535 мест (секционного типа). Параллельно со вводом в строй новых корпусов, шла работа по оборудованию, оснащению учебных кабинетов которая велась силами учащихся и инженерно-педагогического коллектива.
В 1996 году Постановлением Правительства техникум переименован в Актюбинский политехнический колледж.